# Ant Nation
Ant Nation é um jogo eletrônico de estratégia em tempo real desenvolvido pela Konami para o WiiWare e para o Nintendo DS. A versão para o WiiWare foi lançada em 13 de julho de 2009 na América do Norte e a versão para Nintendo DS em 8 de setembro de 2009.